# 過積載
過積載（かせきさい）とは、貨物自動車に規定の積載重量を超えて貨物を積んで走る法律違反行為。また道路路面や道路構造に損傷を与え、周辺に騒音や震動による交通公害を及ぼす。新交通三悪のひとつ。

## 概要
構造改革、規制緩和により運輸業界への新規参入が容易になった結果、運輸業界では慢性的な過当競争にさらされ、荷物運賃に対して荷主からの強い値引き圧力が加わる。これに対して運送会社側は、やむを得ず人件費の削減や無駄を省くなどの経営努力により、運賃の値引きに応じることが多いが、運ぶ荷物の重量に比例した運賃を支払う契約になっている場合、沢山積んだ方が、より多くの運賃を受け取ることができるので、危険や法律違反と知りながら運転手が積んでしまうことがある。
また、荷主が車両の最大積載量より多い荷物（積み残し発生）に対し、もう一台のトラックを追加手配（当然運賃は別途支払わなければならない）することを嫌い、1台のトラックに無理やり積ませてしまうという実態がある。また、とにかく運賃は安ければ良いと考える荷主においては、そのような運輸業界の法令違反の実態に興味を持たないことも一因となっている。さらに、近年の燃料代高騰分を運賃に乗せられない状況におかれていることも、過積載増加の遠因となっている。
10トン積みのダンプカーの場合、容積的に3倍程度（その場合車両自重と合わせると40トン）くらいは物理的には積載できると推定されることが多いと考えられる。土砂の場合は相当な高さになるが、取り締り緩やかだった1980年代までは普通に見られた光景である。そのような過積載車を一発屋といい、主にダンプ荷台に差し枠等の加工を行ったり、本来土砂禁止の深箱ダンプ等で土砂運搬を行った。（現在は深あおりの土砂禁ダンプで土砂運搬を行うと検問される可能性が高い）鋼材輸送のトラック・トレーラーの場合、荷物の容積対重量＝密度が高いため、容積的には相当積める。
10トン車に40トン積んでも、結構走行できるとか、鋼材の60トンは見た目たいしたことなく見えると話もあるが、実際に60トンもの積載をすれば車体自体が撓るように歪み、タイヤの接地面も異様に平たく潰れ、見るからに危険な走行状態となるばかりか、走行するとタイヤの撓みからスタンディングウェーブ現象を生じてタイヤのバーストを引き起こすなど、極めて危険である。これは車両の横転や荷物の逸脱落下などの重大事故の要因となり、実際に事故を引き起こす要因となった事例も多くみられる。
日本国内における主要な国道やそこにかかる橋梁等については強度上の基準として、車両の全長12メートル・車両総重量25トンの貨物トラックが密に並んだ状態を想定し、この場合においても道路が損壊しないよう設計・施工されている。このため貨物自動車の車両総重量は基本的に25トンを上限として、設計しようとする車両の車両総重量の値に合わせてその自動車の車軸や車台の強度等が決定される。その車両の設計上の最大重量車両総重量から、結果として出来上がった車両本体の重量（貨物を積載しない時の重量）を引いた重さがその車両の最大積載量となる。
たとえば総重量が20トン、自重が10トン、積載量が10トンで登録されたダンプカーの場合、20トンの車両の総重量が通常10輪のタイヤに分散して伝わることになる。
一般的には車体や車軸など車両各部の強度は、安全を考慮し相応の余裕を持たせて設計されているので、最大積載量を多少超えた荷物を積んだからといって、直ちに重大な車両の破壊が起こることは少ないと考える場合は多いが、実際には走行すれば次に掲げるように様々な問題が発生するので、車体設計上の余裕を期待して過積載に及ぶのは大変危険かつ迷惑な行為といえる。
- 道路からの振動等により車軸（ハブ）が破断する
- クリップボルトが折損して車輪が外れる
- タイヤが破裂（バースト）する
- 制動距離が長くなる。最悪、ブレーキが過熱し効かなくなる（フェード現象）
- カーブでの旋回が困難になる
- 重心が高くなり、車両自体が横転する
- 貨物の固定固縛が適切であっても重量が重い為崩れる、或いは道路上に積載物が飛散する
- 燃費の悪化（環境負荷の増加）

古い法令では、車両総重量の上限は20トンであったが、主要国道等の道路整備が進んだこと、規制緩和の流れなどから、1994年（平成6年）に上限が25トンに引き上げられ、高速道路や主要な国道等は自由に通行できることになった。しかし、この緩和には予め通行を許された道路以外を走る場合は、通行許可が必要になってしまうという大きな問題がある。したがって行先が不確定な場合に、法令に抵触せずに運送行為を行うことは著しく困難だが、この問題を解決するための活動は、全く行なわれていないといって良い。なお国土交通省ではETC2.0搭載・登録トラクタに限り、一定の区間内において背高海上コンテナの輸送で必要となる特殊車両通行許可不要制度を2019年7月31日より開始した“特殊車両通行許可不要制度に関するお知らせ”.   国土交通省道路局道路交通管理課 (2019年7月25日). 2023年12月11日閲覧。。
また、過積載で走ると車体の各部に設計値を上回る負荷がかかり、車体の劣化が早まるので、その過負荷に耐えられるよう、荷台やフレーム、懸架装置等を補強することがあるが、これがさらに車体の自重を増やし、結果として車両総重量をより一層増加させる要因となっている。

## 不正改造
貨物自動車においては、自動車会社とは別の架装メーカーで、横開きのドアを上開きに改造するなど、使い易いように車両のカスタマイズを行うことがしばしば行われる。本来、この種の改造は法令の範囲内で行うべきものであるが、しばしば一部架装メーカーなどにおいて過積載に適したように車体を不正に改造していたことが発覚する。

## 取り締まり
高速道路の入口料金所や本線料金所、一部区間の本線上では、自動で積荷を含む車両高が車両制限令以内か測定するセンサーと軸重計があり、車両制限令サイズ超過や軸重超過時には「高さ超過」「軸重超過」の警告が出る仕組みが導入されており、繰り返し軸重超過が検出された場合、多頻度・大口割引制度の適用が制限される運用が2017年4月1日より始まった。軸重・車両総重量超過については最寄りのインターチェンジで流出を促されるか、悪質な場合は刑事告発も辞さないとしている。また警察と共同で抜き打ち検問も行われている。トラックスケール」（看貫、俗に言う「カンカン」）で車両総重量を計測され、車両総重量から自動車検査証記載の自重を引いたものが積載重量として判定される。最大積載量を1キログラムでも超えれば、厳密には過積載である。過積載が見つかれば道路交通法違反として、次のように定められている。
- 違反点数と反則金（大型車の場合）
  - 5割未満: 2点・30000円
  - 5割以上10割未満: 3点・40000円
  - 10割以上: 6点・6か月以下の懲役または10万円以下の罰金（交通反則通告制度不適用）

国土交通省は2015年1月、基準の2倍以上の悪質違反者に対して、違反の事実をもって即時告発を行う実施方針を打ち出している。以降、日本高速道路保有・債務返済機構およびNEXCO3社・本州四国連絡高速道路・首都高速道路・阪神高速道路の6社は、違法な大型トレーラーを通行させていた運送会社を、警察に即時告発する手続きを取っている。

## 責任
既述のとおり、過積載行為は事業者自らの意思によるものの他、荷主（発注者）の意向によりやむなく行われることも相当多くみられるため、国土交通省では、行政処分の制度の中に荷主（発注者）に対して「勧告書」や「警告書」を発出して罰則する制度を設け、荷主主導型の過積載から運送事業者を保護しようとしている。
（警察としては、事業者が過積載を認識して積ませることを防止する方向に走っている。違反を捕まえて、運転者のみならず事業者の責任も追及し、処罰するようになってきている。これにより、事業者は伝票上も過積載にならないようにきっちり積むようになってきており、鋼材関係では過積載は少なくなってきているといわれている。）
<補足>（）内の記述は警察が過積載に関して事業者（車両の使用者）責任を問うケースについて記述されているが、実際には警察が検挙した過積載違反について、道路交通法第108条の34による通報制度に基づき国土交通省に通報し、国土交通省が所管する運送事業者の責任を問う仕組みとなっている。
国土交通省では当該通報に基づき、運送事業者への立ち入り検査（臨店監査）や呼出監査を実施し、事業者の管理責任を問うことになる。行政処分制度の概要。
また、発注者が事業者へ過積載防止を呼びかけていることもある。
しかし実際には、運送会社に過積載を強要した荷主に対し、国土交通省が勧告・公表するケースが、制度が1990年から実施されて以来、一度も存在しないことが、2017年10月26日に読売新聞の報道で判明しており、国土交通省は情報収集や荷主への指導を強化している。

## 各国の状況

### 中華人民共和国
2011年、北京市内において砂を満載したトラックが走行したことがきっかけで橋が崩落。2013年、北京の中級人民法院は、崩落がトラックの過積載（総重量160t）が原因だとして運転手に罰金270万人民元、禁錮3年の刑を言い渡した。